# Neuroendokriner Tumor

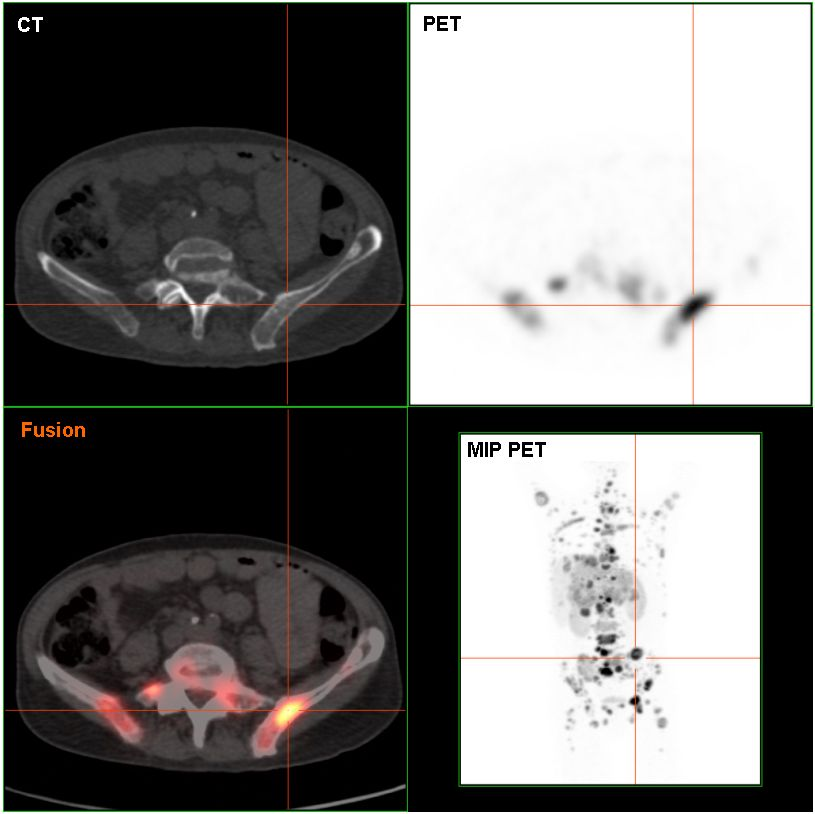
PET/CT einer Situation mit multiplen Metastasen eines neuroendokrinen Tumors des Pankreas, aufgenommen mit dem Tracer ^{68}Ga-DOTATOC (DOTATOC wird sehr spezifisch gebunden, daher zeigen die PET-Aufnahmen fast keine Hintergrundaktivität.)

Neuroendokrine Tumoren (NET), auch neuroendokrine Neoplasien (NEN) genannt, sind bösartige Tumoren, die ihren Ursprung im Neuroektoderm haben. In der Immunhistochemie gleichen sie endokrinen Drüsen.

## Vorkommen
Epitheliale neuroendokrine Tumoren kommen vor allem im Verdauungstrakt und in der Bauchspeicheldrüse vor. Für neuroendokrine Tumoren im Magen und Darm ist auch die alte Bezeichnung Karzinoid (karzinomähnlicher Tumor) noch sehr verbreitet. Dieser sollte wie auch der Begriff APUDom (amine precursor uptake and decarboxylation) nicht mehr verwendet werden. Das kleinzellige Bronchialkarzinom und das Merkelzell-Karzinom der Haut zählen ebenfalls zu den neuroendokrinen Tumoren. Eng verwandt sind die nervenähnlichen Neuroblastome, Phäochromozytome, und Paragangliome. 75 % aller neuroendokrinen Tumoren sind im gastroenteropankreatischen System lokalisiert (Gastroenteropankreatischer Neuroendokriner Tumor – Abk. GEP-NET).
Die GEP-Tumoren entwickeln sich aus endokrinen (hormonproduzierenden) Zellen, die überall im Verdauungssystem oder damit zusammenhängenden Stellen des Körpers vorkommen und die Aufgabe haben, bestimmte Stoffe zu produzieren, die den Verdauungsprozess steuern.
Von ihren Eigenschaften her besitzen diese Zellen Ähnlichkeiten mit Nervenzellen und von ihrer Funktion her zählen sie zu den inneren Drüsen. Daher werden sie neuroendokrine Zellen genannt.

## Historie

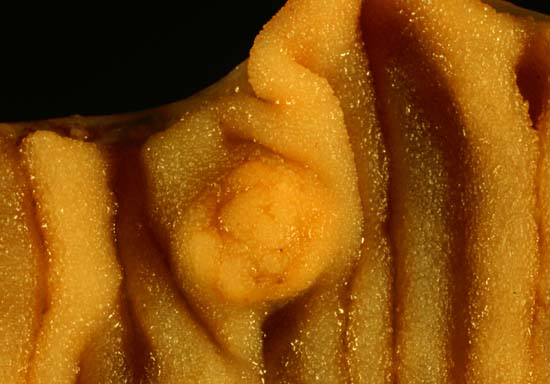
Ein Karzinoid in der Wand des Dünndarms

Die Erstbeschreibung von neuroendokrinen Tumoren geht zurück auf den 1933 verstorbenen Pathologe Otto Lubarsch. Zwanzig Jahre darauf wurde erstmals der Begriff Karzinoid von Siegfried Oberndorfer (Krebsforscher, 1876-1944) genutzt, um die neu entdeckte Form von Tumoren im Verdauungstrakt von den wesentlich aggressiveren Adenokarzinomen abzugrenzen. In den darauffolgenden Jahren konnte der neuroendokrine Ursprung der Tumorzellen erhärtet werden.

## Epidemiologie
Neuroendokrine Tumoren des Magen-Darm-Traktes und der Bauchspeicheldrüse (GEP-NET, für Gastro-Entero-Pankreatische Neuroendokrine Tumoren, früher Karzinoide genannt), treten etwa ein- bis zweimal pro 100.000 Einwohner und Jahr auf. Neuroendokrine Tumoren betreffen vorwiegend Patienten im Alter von 50 bis 70 Jahren; Frauen und Männer etwa gleich häufig. Neben den zufälligen (sporadischen) Erkrankungsfällen gibt es zwei Formen von erblichen multiplen endokrinen Neoplasien.

## Hormonproduktion
Etwa 30–50 % der neuroendokrinen Tumoren produzieren hormonell wirksame Aminabkömmlinge, die auch von normalen neuroendokrinen Zellen hergestellt werden, wie etwa Gastrin aus der Magenschleimhaut, Vasoaktives intestinales Peptid aus dem Zwölffingerdarm, Insulin und Glucagon aus der Bauchspeicheldrüse. Die überschießende Hormonkonzentration dieser sogenannten „funktionell aktiven“ Tumoren kann charakteristische Symptome erzeugen. So verursacht ein Gastrin produzierender neuroendokriner Tumor, das Gastrinom, das Zollinger-Ellison-Syndrom (Übersäuerung, Magengeschwüre), VIP-produzierende Tumoren verursachen schwere Durchfälle, Glucagonome erhöhten Blutzucker, und Insulinome verursachen gefährliche Hypoglykämien. Ein wichtiges Anzeichen für Tumoren des Dünndarms ist das Serotonin-assoziierte Karzinoid-Syndrom (Bauchkrämpfe, Durchfälle, Flushs, Herzschäden).

## Diagnostik
Endokrin aktive Tumoren (funktionelle NET) können frühzeitig aus den klinischen Symptomen vermutet und durch gezielte Laboruntersuchungen (etwa bei histologisch gesicherten NEN die Bestimmung von Chromogranin A im Serum) des Blutes nachgewiesen werden. Inaktive Tumoren (nicht-funktionelle NET) werden oft erst spät durch ihre Größe oder infolge von Metastasen auffällig. Bildgebende Verfahren können die Lage des Tumors aufdecken: Sonographie, Computer- und Kernspintomographie, oder auch spezielle Szintigraphien wie die Somatostatin-Rezeptor-Szintigrafie mit Indium-111 oder MIBG-Szintigrafie. Neu entwickelt ist die Positronenemissionstomographie mit radioaktiv markiertem DOPA bzw. Edotreotid (DOTATOC), deren Sensitivität und Spezifität der klassischen Szintigraphie mit Somatostatinanaloga um bis zu 30 % überlegen ist.

## Klassifikation
Die Weltgesundheitsorganisation teilt seit 2010 die neuroendokrinen Tumoren nach ihrem Grading in drei Stufen ein (1a = gutartig (benigne), 1b = niedrig maligne (bösartig), 2 = hochmaligne). Eine spezifische TNM-Klassifikation wurde bereits in den Jahren 2006/07 von der ENETS (European Neuroendocrine Tumor Society) vorgeschlagen. Im Jahr 2012 hat die ENETS eine revidierte Fassung der Klassifikation der neuroendokrinen Tumoren herausgegeben. Die Einteilung des Tumors nach Geschwindigkeit der Zellteilung, der Proliferation erfolgt anhand des Ki-67-Index: Grad 1 (Proliferationsindex < 2 %), Grad 2 (Proliferationsindex 2 bis 20 %) oder einem neuroendokrinen Karzinom (>20 %). Diese Unterscheidung, ebenso wie das hierzu ergänzende TNM-Staging sind wichtige prognostische Faktoren, die auch die weiteren therapeutischen Schritte maßgeblich beeinflussen. 2019 wurde seitens der WHO eine Anpassung der Graduierung neuroendokriner Neoplasien (NEN) vorgenommen. Bei hochproliferativen Tumoren (>20 % Proliferationsindex) wird neu zwischen neuroendokrinen Tumoren (NET) G3 und Neuroendokrinen Karzinomen (NEC) unterschieden, sodass die Einteilung neuroendokriner Neoplasien (NEN) nunmehr nach neuroendokrinen Tumoren (NET G1, G2, G3) und schlecht differenzierten neuroendokrinen Karzinomen (NEC) erfolgt. Neuroendokrine Karzinome werden nicht länger graduiert, da sie per Definition hochproliferativ sind. Sie werden jedoch nach groß- und kleinzelligem Typ unterschieden. Neben NET und NEC gibt es außerdem MiNEN (gemischt neuroendokrine, nicht neuroendokrine Neoplasien).

## Immunhistochemie
Die Zellen neuroendokriner Tumoren exprimieren in der immunhistochemischen Färbung in der Regel die Proteine Synaptophysin, Neuronenspezifische Enolase, 5-Hydroxyindolylessigsäure (5-HIAA) im Urin und Chromogranin A.

## Therapie
An erster Stelle der Behandlung der gastrointestinalen neuroendokrinen Tumoren kann die Operation stehen. Auch sehr große oder metastasierte Tumoren werden in der Regel operiert, um die Tumorlast zu verringern (debulking). Dies ist vom Stadium, der Primärlokalisation des Tumors sowie dem Stadium des Fortschreitens der Metastasen abhängig.
Anschließend kann eine primäre Chemotherapie im Falle eines Pankreas-NET (genannt auch PPom, abgeleitet von „Pankreatisches Polypeptid“) folgen (Streptozotocin/5FU bei Neuroendokrinen Tumoren, G1-2, Etoposid, Cisplatin bei neuroendokrinem Karzinom, G3). Interferon wurde früher bei Patienten mit niedrigem Grading genutzt, um das Wachstum des Tumors zu verlangsamen. Heutzutage stehen jedoch weitaus modernere und zielgerichtete Substanzen wie die Somatostatin-Analoga Lanreotid und Octreotid im Falle einer geringen Tumorlast zur Verfügung. Klinische Studien konnten das progressionsfreie Intervall bei Patienten mit einem niedrig proliferativen Pankreas-NET signifikant verbessern. Eine im Februar 2025 veröffentlichte Phase-III-Studie zeigte, dass der orale Tyrosinkinase-Inhibitor Cabozantinib das progressionsfreie Überleben von bereits vorbehandelten Patienten mit pankreatischem oder extrapankreatischem NET im Vergleich zu Placebo deutlich verlängerte. Verschiedene Antikörper und Thalidomid sind Gegenstand von Vorstudien und stehen nicht für die Patientenbehandlung zur Verfügung. Effektive prädiktive Biomarker sind allerdings nicht etabliert.
Als besonders zielgerichtete Alternative gilt die Radionuklidtherapie (auch PRRT genannt): Da das Hormon Somatostatin automatisch zu den Tumoren und ihren Metastasen wandert, werden die zusätzlich einzunehmenden Somatostatin-Analoga mit radioaktiver Strahlung versetzt – so erzielt man eine punktuelle Strahlentherapie, die Tumoren im Wachstum hemmen oder sogar verkleinern kann. Ein mit Iod-131 markiertes MIBG und ein mit Yttrium-90 markiertes Edotreotid (DOTATOC) sind noch in der klinischen Entwicklung und nicht zugelassen. Aufgrund von Patentstreitigkeiten sind die zu einer Radiopeptidtherapie (RPT) genutzten Peptide, z. B. DOTATOC, DOTANOC, DOTATATE in Deutschland verbreitet. 2011 bestand ein Patentrecht auf das Peptid DOTATOC, weswegen manche Therapiezentren auf die Anwendung dieses Peptides verzichten. Alternativ kann diese Therapieform auch mit Lutetium-177-DOTATATE genutzt werden. Der Vorteil von Lutetium-177 liegt bei kleineren Tumoren in der kürzeren Reichweite und verminderten toxischen Wirkung auf das Nierengewebe. Die RPT hat Einzug in die Richtlinien der ENETS gefunden, jedoch gibt es keine prospektiven randomisierten Studien, die den Vorteil dieser Therapieform gegenüber anderen Ansätzen klar aufzeigen könnten. Moderne Ansätze sind zielgerichtete Therapien, welche Signalkaskaden der Tumoren fokussiert modulieren. Die beiden aktuell (Stand 2021) zugelassenen Medikamente sind Tyrosinkinase-Inhibitoren wie Sunitinib oder mTOR-Inhibitoren, wie Everolimus. Beide Substanzen haben seit 2011 eine Zulassung für die Therapie des NET des Pankreas. Es gibt zunehmend Bestrebungen, neue personalisierte Therapien bei neuroendokrinen Tumoren anzuwenden, unter anderem die Kombination von Drug-Screening-Plattformen und patientenderivierten ex vivo Zellkulturen, welche relevante Aspekte des ursprünglichen Tumorgewebes aufweisen.